# Arheilgen-West
Arheilgen-West bezeichnet einen Statistischen Bezirk im Stadtteil Darmstadt-Arheilgen. 

## Infrastruktur
- Arheilger Friedhof
- Arheilger Industriegebiet
- Bahnhof Darmstadt-Arheilgen
- Christliches-Zentrum-Darmstadt
- Heilig-Geist-Kirche
- Wilhelm-Busch-Schule